# Panorama (ort i Brasilien, São Paulo, Panorama)
Panorama är en ort i Brasilien.   Den ligger i kommunen Panorama och delstaten São Paulo, i den södra delen av landet, 700 km sydväst om huvudstaden Brasília. Panorama ligger 295 meter över havet och antalet invånare är 14 227.
Terrängen runt Panorama är platt. Panorama är det största samhället i trakten.
Omgivningarna runt Panorama är en mosaik av jordbruksmark och naturlig växtlighet. Runt Panorama är det ganska glesbefolkat, med 43 invånare per kvadratkilometer.